# Muskwoikakenut
Muskwoikakenut /=He shoots bears with arrows; ime prema poglavici,/ jedna od bandi Cree Indijanaca naseljena 1856. u blizini Ft. de Prairie na Sjeverozapadnom Teritoriju u Kanadi. Spominje ih Hayden.

## Vanjske poveznice
- Cree Indian Divisions